# HMAS Catherine R
HMAS „Catherine R” – okręt pomocniczy należący do Royal Australian Navy w okresie II wojny światowej.

## Historia
Lugier „Catherine R” został zarekwirowany przez RAN około 1943. Pojemność brutto okrętu wynosiła 18 GT.
Okręt wszedł do służby 15 października 1943, po zakończeniu wojny został sprzedany 31 stycznia 1946.